# Julian Palmieri
Pour les articles homonymes, voir Palmieri.
Julian Palmieri, né le 7 décembre 1986 à Lyon 3e, est un ancien footballeur professionnel français.

## Carrière

### En club
Formé à l'Olympique lyonnais, le joueur avait fait ses débuts dans le football à l'AS Pusignan dans l'Est lyonnais, avant de rejoindre le club professionnel. Julian est originaire d'Omessa, dans le Cortenais en Haute-Corse. 
À 15 ans, il est transféré au SC Bastia moyennant une indemnité de formation. Après une première saison difficile, loin de sa famille, il grimpe progressivement les échelons et est lancé en équipe professionnelle durant la saison 2005-2006 par Bernard Casoni. Entré à la 67e minute lors de la 10e journée contre le CS Sedan, à Furiani (1-1), en remplacement de Chaouki Ben Saada, son engagement (sanctionné par un carton jaune) et sa technique le font déjà apprécier des supporters. Entré dans le jeu au Havre AC (2-2) et contre le Montpellier HSC (lors du match fêtant le 100e anniversaire du club), Julian, blessé par la suite, ne réapparaît plus dans l'équipe première. 
Titulaire d'un contrat amateur, le staff technique dans son ensemble consent à lui proposer un contrat professionnel, mais c'est sans compter Jean-Martin Verdi, administrateur au club et décideur influent au sein de l'équipe dirigeante, qui refuse cette promotion[réf. nécessaire]. Julian se retrouve donc libre lors de l'été 2006 et signe en faveur du FC Crotone, club italien de Serie B (D2).
Il se révèle lors de cette saison 2006-2007, et se voit sacré meilleur espoir de Série B malgré la 19e place de son club condamné à la relégation. Un conflit avec ses dirigeants, trop gourmands concernant son indemnité de transfert (originellement de 200 000 euros, ceux-ci en demandent 700 000) l'amène à être suspendu 9 mois par l'UEFA pour rupture unilatérale de contrat.
À la recherche d'un club en France d'un niveau équivalent à celui qu'il a quitté (selon les règlements de la FIFA), il atterrit en janvier 2008 au FC Istres tout juste relégué de Ligue 2.
Après une saison et demie au club, il termine champion de National permettant ainsi à son club de retrouver le monde professionnel, avec 2 buts inscrits et à égalité de passes décisives avec son coéquipier Wahid Mesloub. Il est libre de tout contrat au 30 juin 2009.
En juin 2009 il est appelé pour jouer dans la sélection corse un match amical contre le Congo. Il est titularisé dans l'entre-jeu, côté gauche. Il est remplacé à l'heure de jeu par Gilles Cioni, son ancien coéquipier au SC Bastia.
Libre de tout contrat après ses deux saisons passées à Istres, il s'engage au Paris FC pour la saison 2009-2010, toujours dans le Championnat National.
Il retourne cependant au FC Istres dès la fin de la saison, malgré la concurrence de l'AC Ajaccio.
Il rejoint le SC Bastia lors du mercato estival 2012, tout fraîchement promu en Ligue 1. Il a marqué un but face au Valenciennes FC qui avait permis aux Bastiais de reprendre l'avantage (2-1) mais Valenciennes s'est finalement imposé 3-2.
En mai 2015, il reçoit le trophée UNFP du plus beau but de la saison, récompensant un but par reprise de volée en pleine lucarne lors d'un match de championnat contre le Paris Saint-Germain à Furiani.
À l'été 2016, il rejoint le LOSC pour deux saisons. N'entrant pas dans les plans du nouvel entraîneur lillois, Marcelo Bielsa, il est placé à l'écart du groupe avant que son contrat ne soit résilié le 31 août 2017.
En novembre 2017, il est recruté par le FC Metz afin de remplacer numériquement Matthieu Udol, victime d'une rupture des ligaments croisés. Il signe jusqu'à la fin de la saison
Il signe au mercato d'été 2018 au GFC Ajaccio, et dispute son premier match sous ses nouvelles couleurs le 17/08/2018, lors du match face au promu Grenoble Foot 38 comptant pour la 4e journée de Ligue 2, au stade Stade Ange-Casanova avec à la clé une victoire 2-0. Le 31/08/2018, il écope d'un carton rouge à la suite de deux cartons jaunes face au Red Star Football Club, ce qui n'empêchera pas son équipe de l'emporter 2 buts à 1.
En 2022, il signe au FC Lupinu et devient champion de Corse R4 en 2023. 15 jours plus tard, il remporte la finale du Challenge R4. 

### En sélection
Il honore sa première sélection avec l'équipe de Corse le 6 juin 2009 pour une rencontre face au Congo (1-1).

## Palmarès

### En club
Après avoir été meilleur espoir de Série B en 2007 avec le FC Crotone, il est champion de National en 2009 avec le FC Istres. Avec le SC Bastia, il est finaliste de la Coupe de la Ligue en 2015 mais battu par le Paris SG et remporte le Trophée UNFP du plus beau but de Ligue 1 de la saison 2014-2015.
Durant la saison 2022/2023 il devient champion de Corse R4 avec le FC Lupinu. 15 jours plus tard, il remporte la finale du Challenge R4, toujours avec la même équipe.

### En sélection
En mai 2010 il remporte la Corsica Football Cup avec la Corse.

## Statistiques
| Saison                | Club                  | Championnat           | Championnat | Championnat | Coupe nationale | Coupe nationale | Coupe de la Ligue | Coupe de la Ligue | Compétition(s) continentale(s) | Compétition(s) continentale(s) | Compétition(s) continentale(s) | Total | Total |
| Saison                | Club                  | Division              | M.          | B.          | M.              | B.              | M.                | B.                | Comp.                          | M.                             | B.                             | M.    | B.    |
| 2005-2006             | SC Bastia             | Ligue 2               | 3           | 0           | 2               | 0               | -                 | -                 | -                              | -                              | -                              | 5     | 0     |
| Sous-total            | Sous-total            | Sous-total            | 3           | 0           | 2               | 0               | -                 | -                 | -                              | -                              | -                              | 5     | 0     |
| 2006-2007             | FC Crotone            | Serie B               | 23          | 0           | -               | -               | -                 | -                 | -                              | -                              | -                              | 23    | 0     |
| Sous-total            | Sous-total            | Sous-total            | 23          | 0           | -               | -               | -                 | -                 | -                              | -                              | -                              | 23    | 0     |
| 2007-2008             | FC Istres             | National              | 12          | 0           | -               | -               | -                 | -                 | -                              | -                              | -                              | 12    | 0     |
| 2008-2009             | FC Istres             | National              | 30          | 2           | -               | -               | 1                 | 0                 | -                              | -                              | -                              | 31    | 2     |
| Sous-total            | Sous-total            | Sous-total            | 42          | 2           | -               | -               | 1                 | 0                 | -                              | -                              | -                              | 43    | 2     |
| 2009-2010             | Paris FC              | National              | 29          | 2           | 1               | 0               | -                 | -                 | -                              | -                              | -                              | 30    | 2     |
| Sous-total            | Sous-total            | Sous-total            | 29          | 2           | 1               | 0               | -                 | -                 | -                              | -                              | -                              | 30    | 2     |
| 2010-2011             | FC Istres             | Ligue 2               | 32          | 4           | -               | -               | 1                 | 0                 | -                              | -                              | -                              | 33    | 4     |
| 2011-2012             | FC Istres             | Ligue 2               | 33          | 3           | 3               | 0               | 2                 | 0                 | -                              | -                              | -                              | 38    | 3     |
| Sous-total            | Sous-total            | Sous-total            | 65          | 7           | 3               | 0               | 3                 | 0                 | -                              | -                              | -                              | 71    | 7     |
| 2012-2013             | SC Bastia             | Ligue 1               | 35          | 1           | 3               | 0               | -                 | -                 | -                              | -                              | -                              | 38    | 1     |
| 2013-2014             | SC Bastia             | Ligue 1               | 28          | 0           | 2               | 0               | 1                 | 0                 | -                              | -                              | -                              | 31    | 0     |
| 2014-2015             | SC Bastia             | Ligue 1               | 35          | 2           | -               | -               | 4                 | 0                 | -                              | -                              | -                              | 39    | 2     |
| 2015-2016             | SC Bastia             | Ligue 1               | 34          | 2           | -               | -               | 1                 | 0                 | -                              | -                              | -                              | 35    | 2     |
| Sous-total            | Sous-total            | Sous-total            | 132         | 5           | 5               | 0               | 6                 | 0                 | -                              | -                              | -                              | 143   | 5     |
| 2016-2017             | LOSC Lille            | Ligue 1               | 22          | 1           | 3               | 0               | 1                 | 0                 | C3                             | 2                              | 0                              | 28    | 1     |
| Sous-total            | Sous-total            | Sous-total            | 22          | 1           | 3               | 0               | 1                 | 0                 | -                              | 2                              | 0                              | 28    | 1     |
| 2017-2018             | FC Metz               | Ligue 1               | 15          | 0           | -               | -               | -                 | -                 | -                              | -                              | -                              | 15    | 0     |
| Sous-total            | Sous-total            | Sous-total            | 15          | 0           | -               | -               | -                 | -                 | -                              | -                              | -                              | 15    | 0     |
| 2018-2019             | Gazélec Ajaccio       | Ligue 2               | 14+1        | 0           | 1               | 0               | -                 | -                 | -                              | -                              | -                              | 16    | 0     |
| Sous-total            | Sous-total            | Sous-total            | 15          | 0           | 1               | 0               | -                 | -                 | -                              | -                              | -                              | 16    | 0     |
| Total sur la carrière | Total sur la carrière | Total sur la carrière | 346         | 17          | 14              | 0               | 11                | 0                 | -                              | 2                              | 0                              | 373   | 17    |